# Drosophila melanogaster
Drosophila melanogaster (grecescul pentru „Iubitorul de rouă cu burtă neagră” δρόσος = rouă, φίλος = iubitor, μέλας = colorat în negru, γαστήρ = burtă ) este o specie de diptere din ordinul muștelor, din familia  Drosophilidae. Specia este tradițional cunoscută ca musculița de oțet sau simplu drosofila. Începând cu propunerea lui Charles W. Woodworth de a utiliza această specie ca organism model, D. melanogaster a continuat să fie utilizată pe larg pentru cercetarea biologică în studiul geneticii, fiziologiei, patgenezei microbiale și a istoriei apariției vieții. Este utilizată tipic pentru că este o specie care nu necesită multă mâncare, se înmulțește repede (o generație are 12 zile), este prolifică (depune foarte multe ouă) și larvele prezintă cromozomi politeni (uriași).